# Dance Central (serie)
Dance Central es una serie de videojuegos de música desarrollado por Harmonix, creadores de las franquicias Guitar Hero y Rock Band.
Su principal competidor es el Just Dance de Ubisoft .

## Dance Central
Dance Central Fue lanzado exclusivamente para el Xbox 360 y era un título de lanzamiento para su periférico Kinect. El juego fue anunciado oficialmente en E3 de 2010 y posteriormente fue lanzado en octubre de ese año.

## Dance Central 2
Una secuela directa de la anterior entrega Dance Central 2 fue anunciado oficialmente en E3 2011 durante la conferencia de prensa de Microsoft y fue lanzado en octubre de ese año .

## Dance Central 3
Dance Central 3 fue co- desarrollado por Backbone Entertainment. Fue anunciado en E3 2012 durante la rueda de prensa de Microsoft. El juego fue lanzado el 16 de octubre de 2012 en América del Norte y América Latina, y el 19 de octubre de 2012 en Europa, Asia, Australia, y Japón.

## Dance Central Spotlight
Dance Central Spotlight se anunció en E3 2014 para Xbox One exclusivamente, y fue lanzado el 2 de septiembre de 2014, como el juego final de la serie de Dance Central. A diferencia de los anteriores juegos, que se distribuye digitalmente a través de la Tienda de Juegos; la compra inicial incluye 10 canciones, con canciones adicionales disponibles como contenido descargable en un casi monthybasis. Para Spotlight, Harmonix ha hecho hincapié en la producción más rápida de DLC, con el objetivo de tener nuevas canciones DLC liberadas mientras que todavía están en el listas de música..

## Dance Central (2019)
Dance Central fue publicado por Oculus Studios. Fue anunciado en el PAX East de 2019 para el Oculus Rift, y fue un título de lanzamiento para el Oculus Quest y Oculus Rift S. Fue lanzado el 30 de abril de 2019. A diferencia de las entregas anteriores, es un título de Realidad Virtual que permite el movimiento de la cabeza y la mano. Incluye 32 canciones, así como personalización de avatares y salas multijugador en línea.